# Kay Army (caballo)
Kay Army (n. 2020 - 2025) fue un caballo purasangre de carreras, nacido en Chile, hijo del reproductor nacional Katmai (Scat Daddy) y de la yegua argentina Soviet Army por Pure Prize, fue criado por Agrícola Taomina Ltda. y defendió las sedas del stud Identic, ambos de propiedad de Ignacio Hurtado. Su preparación en Chile estuvo a cargo de Patricio y Juan Pablo Baeza. Corrió en Chile un total de 10 carreras, manteniéndose invicto, entre ellas 6 clásicos de Grupo I, destacando los clásicos El Ensayo, St. Leger y El Derby.
Debutó el 17 de marzo de 2023, en el Club Hípico De Santiago, en la carrera condicional "Compromiso" sobre 1300 metros, para machos de dos años no ganadores, en condición de favorito derrotó por 6 cuerpos 3/4 a Ngannu. En esa ocasión su jinete fue Jaime Medina y marcó un crono de 1.14.98, con un peso físico de 498 kg. Veinte días después ganaría su primera prueba clásica, el Clásico Grupo III Cotejo de Potrillos, en la misma distancia que su debut, pagando un dividendo de 1.40 siendo el favorito del público, derrotó a quien sería su eterno escolta Frateli La Vita. En esta ocasión mantuvo la conducción de Jaime Medina, marcando un crono de 1.14.24 con un peso físico de 499 kg. Posteriormente el 30 de abril correría el clásico Grupo III Álvaro Covarrubias en 1600 m, derrotando nuevamente a Frateli La Vita, en esta ocasión por amplios 8 cuerpos, al igual que en sus anteriores presentaciones sería el favorito del público, pesando 502 kg y marcando un crono de 1.35.61. Desde este último clásico Óscar Ulloa ha sido su jinete habitual.
Más de un mes después el 2 de junio, corrió el Clásico Grupo II Criadores Machos y nuevamente venció a Frateli La Vita, en esta ocasión por 4 cuerpos marcando un crono de 1.32.46 para 1600 m. Posterior a eso le llegó la hora de disputar la Cuádruple Corona del Club Hípico De Santiago, el 25 de junio se impuso en su primer triunfo de grupo I, el Clásico Alberto Vial Infante, derrotando en esta ocasión a Lottar, con un peso físico de 510 kg marcó un tiempo de 1.37.23 para 1600 m. Consagrándose así como el mejor macho de dos años del Club Hípico.
El 6 de Agosto disputó el grupo I Polla de Potrillos y nuevamente se impuso sobre Lottar, en esta ocasión por 5 cuerpos y marcó un tiempo de 1.40.18 para 1700 metros.
El siguiente desafío sería el Clásico Grupo I Nacional Ricardo Lyon, donde enfrentaría a la ganadora de la Polla De Potrancas "Ionósfera", la dificultad aumentaba, ahora debe correr exigentes 2.000 metros. Sin embargo, sin dificultad se queda con el Nacional Ricardo Lyon, derrotando nuevamente a Frateli La Vita en esta ocasión por solo 3 cuerpos, marcando un crono de 1.59.29. De esta forma completaba 7 carreras y una campaña perfecta, solo bastaba la máxima prueba de la Hípica nacional. El Ensayo, para lograr la cuádruple corona del Club Hípico y así ir en camino por la triple corona nacional.

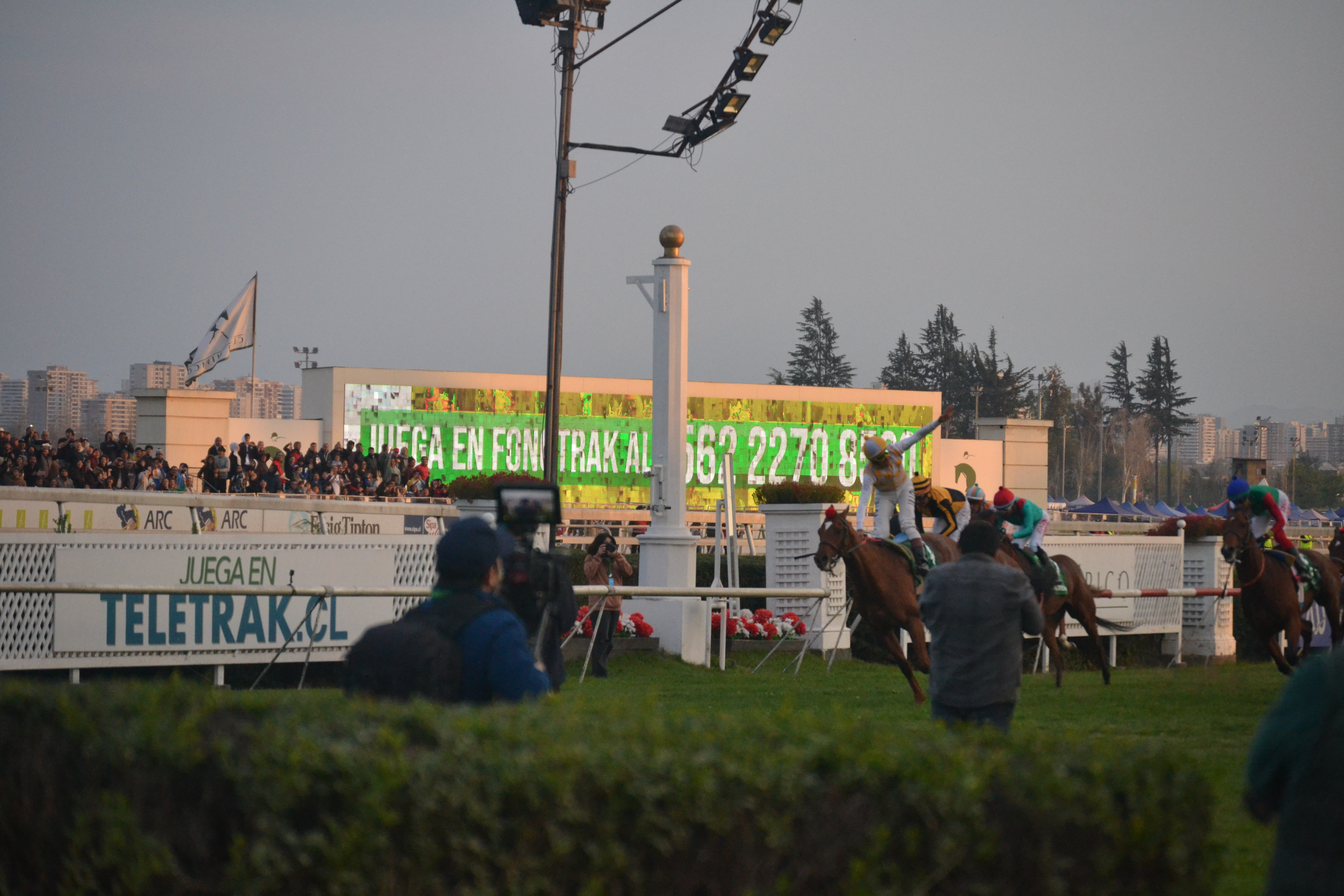
El caballo Kay Army ganando El Ensayo 2023.

El viernes 27 de octubre, con un pequeño lote de 8 participantes, disputó El Ensayo sobre exigentes 2400 m, y en una carrera donde el puntero Toque y Despegue, asumió la vanguardia prácticamente en toda la carrera, lo logra derrotar dejando a este en el segundo lugar, por tan solo 1 cuerpo y medio con un tiempo de 2.29.46. De esta manera ganaba la cuádruple corona del Club Hípico De Santiago, circuito que solamente habían ganado Belle Watling el 2009 y el también invicto Robert Bruce en 2017. Se especuló de una posible venta de Kay Army posterior al Ensayo, cómo fue el caso de Robert Bruce, sin embargo su equipo decidió asumir un desafío mayor. Cruzar el Mapocho para disputar el clásico St. Leger y la triple corona nacional.
Durante el mes de noviembre se confirmó la presencia del alazán en la "carrera del año", entre los rivales que tendría que enfrentar se encontraban "Kosaco", ganador de la Triple corona local del Sporting, quien también era conducido por Óscar Ulloa, "Shark" ganador del Gran Criterium y la campeona tres años de la palma, "Richi", ganadora del Clásico Alberto Solari Magnasco. Durante las semanas previas realizó reconocimiento de cancha.
El sábado 2 de diciembre, llegaría el momento de disputar El St Leger, en esta ocasión bajo la preparación de Juan Pablo Baeza, frente a un lote de partidor lleno, y como favorito del público, se logra imponer holgadamente sobre Shark, su eterno escolta Frateli La Vita remató en cuarto lugar, y la campeona Richi llegó fuera de la tabla. De esta manera Kay Army rompía más de treinta años de derrotas de ganadores del Ensayo (en cancha) en el St Leger (el último fue Early Gray en 1993). Así llegó a su noveno triunfo invicto y quedaba solo a la espera de disputar El Derby en febrero de 2024.
Durante enero de 2024 se confirmó la presencia del alazán en el máximo desafío de la hípica nacional, luego de que se especulara de una posible venta al extranjero en diciembre de 2023. Quedaba solo una carrera para lograr la triple corona nacional. El Derby 2024 estaba originalmente planificado que se corriera el domingo 2 de febrero, sin embargo producto de los incendios que afectaron a la Quinta Región en especial a Viña Del Mar a inicios del mismo mes, se vio forzado postergar la carrera hasta el 17 de marzo.
Dentro de los rivales que tendría que enfrentar se encontraba su eterno escolta Frateli La Vita, North Ridge (ganadora de Las Oaks), y el también invicto y ganador de la Copa Jackson Wentrue. Finalmente el domingo 17 de marzo, justo a un año de su debut, con un peso físico de 512kg manteniendo la conducción de Óscar Ulloa y la preparación de Juan Pablo Baeza logra imponerse en los 2400 metros del máximo desafío, venciendo a Wentrue por 6 cuerpos 1/4 en un crono de 2.25.10, logrando convertirse en el decimotercer triplecoronado de la hípica Chilena.
De esta manera, Kay Army cerró su campaña en Chile logrando una campaña perfecta e invicta con 10 triunfos y más de 370 millones de pesos en ganancias. El Club Hípico de Santiago despidió al ejemplar el 5 de abril de 2024, antes de viajar a los Estados Unidos.
Kay Army es considerado por muchos como el mejor caballo de la historia de la hípica chilena junto con el también invicto y triplecoronado Wolf.
En 2024, Kay Army fue exportado a los Estados Unidos, su debut estaba programado para el sábado 28 de septiembre en el Aqueduct Nueva York, sin embargo producto de una lesión su debut se pospuso hasta el sábado 3 de mayo de 2025 en el clásico Fort Marcy de Grupo 2 en 1.800 metros por arena en el mismo hipódromo bajo la conducción de José Lezcano, en esa ocasión remató tercero donde se enfrentó al también chileno Master Piece. Posteriormente el 14 de junio corrió el Cape Henlopen Stakes donde no terminó el recorrido. Fue entrenado por el experimentado trainer Bill Mott. 
Falleció el 20 de agosto de 2025 en una de las más prestigiosas clínicas veterinarias de Kentucky, sus problemas de salud comenzaron producto de una diarrea que le provocó anemia y posteriormente una neumonía que lo tuvo internado por más de una semana.
1. ↑  Al Aire Libre, ed. (27 de octubre de 2023). «"Kay Army" se adjudicó la versión 151 de El Ensayo». Deportes. Consultado el 12 de diciembre de 2023.
2. ↑  Iturra, Francisco (30 de noviembre de 2023). «Con el campeón Kay Army como favorito: Clásico St. Leger 2023 se disputará este sábado en Santiago». BioBioChile - La Red de Prensa Más Grande de Chile. Consultado el 4 de abril de 2024.
3. ↑  Hipismo Mundial, ed. (3 de diciembre de 2023). «HIPÓDROMO CHILE (Chile): ¡Continúa imbatible! KAY ARMY volvió a someter a sus compañeros de generación en el CLÁSICO ST. LEGER (G1)». Deportes. Consultado el 12 de diciembre de 2023.
4. ↑  Comunicaciones, Compañia Chilena de (3 de febrero de 2024). «Valparaíso Sporting comunicó la postergación de "El Derby Day" por incendios». alairelibre.cl. Consultado el 4 de abril de 2024.
5. ↑  Madariaga, Carlos (7 de febrero de 2024). «El Derby ya tiene nueva fecha tras la suspensión por los incendios forestales». ADN Radio. Consultado el 4 de abril de 2024.
6. ↑  Sporting (18 de marzo de 2024). «KAY ARMY… CAMPEÓN A LO GRANDE!». www.sporting.cl. Consultado el 4 de abril de 2024.
7. ↑  Club Hípico de Santiago (3 de abril de 2024). «| Club Hípico de Santiago despide a Kay Army | Club Hípico Santiago». www.clubhipico.cl. Consultado el 4 de abril de 2024.
8. ↑  «Kay Army ganó El Derby, la Triple Corona y se puso al lado de Wolf – Foto Oficial». 25 de marzo de 2024. Consultado el 6 de abril de 2024.

- Datos: Q125697105